# Scutellastra aphanes
Scutellastra aphanes is een slakkensoort uit de familie van de Patellidae. De wetenschappelijke naam van de soort is voor het eerst geldig gepubliceerd in 1986 door Robson.